# NGC 4833
NGC 4833尼可拉·路易·拉卡伊在1751年至1752年在南非旅行途中發現的球狀星團，並在1755登錄在星表內。它隨後也被詹姆士·丹露帕和約翰·赫歇爾觀測和收錄至星表內，它們的儀器可以將恆星解析出來。
這個球狀星團在非常南邊的蒼蠅座，距離地球21,200光年。它的一部份被銀河盤面多灰塵的區域遮蔽著，在修正塵埃的紅化之後，他仍然比M5或M92的年齡大了20億歲。

## 外部連結
- Discovery and early observations
- Basic information and data
- Photographed by the Antilhue amateur astronomical observatory（页面存档备份，存于）
- Photometry applied to NGC 4833[永久]
- Position relative to nearby cluster NGC 4372